# F.B.C. Calangianus 1905
Foot-Ball Club Calangianus 1905 là một câu lạc bộ bóng đá Ý đến từ Calangianus, Sardinia. Đội bóng mặc trang phục màu đỏ và vàng.

## Lịch sử
Câu lạc bộ bóng đá Calangianus 1905 là câu lạc bộ Sardinia có sự xuất hiện nhiều nhất ở cấp độ thứ tư của giải đấu Ý (39 lần). Ngoài ra, Calangianus là một trong những câu lạc bộ lâu đời nhất ở Ý và ở Sardinia. Đội bóng được coi là lâu đời nhất ở Sardinia, bởi vì nó chưa bao giờ tìm thấy một thất bại.

## Cổ động viên
Nhóm cổ động viên Calangianus là "Brigate Giallorosse", được sinh ra vào năm 1987 và nó là một trong những nhóm chính ở Sardinia. Nhóm, được tạo ra ngày càng nhiều bởi hàng trăm người, hỗ trợ trong hai thập kỷ kết nghĩa với người hâm mộ của Olbia và duy trì tình bạn với những người hâm mộ đến từ Nuoro, Carbonia, La Maddalena và Cagliari. Bây giờ, nhóm "Gioventù Ultras Calangianus 2015" là cổ động viên chính ở Calangianus. Đối thủ chính của người hâm mộ Calangianus là người hâm mộ Tempio và Torres.